# 本別インターチェンジ
本別インターチェンジ（ほんべつインターチェンジ）は、北海道中川郡本別町共栄にある道東自動車道（北海道横断自動車道）のインターチェンジ。
東日本高速道路（NEXCO 東日本）管轄区間の最終ICとなり、本別IC以東は国土交通省北海道開発局の管轄（無料区間）となる。
料金所は設置されておらず、有料区間の料金収受や通行券授受・ETC流入情報入力は池田ICに併設された池田本線料金所で行う。
2025年（令和7年）時点で本別JCTがハーフジャンクションのため、足寄ICとの間の区間は双方向とも利用できないが、2026年度（令和8年度）よりフルジャンクション化（本別・足寄間の通行路整備）事業が着工予定である。

## 歴史
- 2003年（平成15年）
  - 6月8日：池田IC - 本別IC/足寄IC間開通に伴い、供用開始[3][4]。
  - 12月25日：本別 - 釧路間が新直轄方式により整備されることが決定[5]。
- 2009年（平成21年）11月21日：北海道初の新直轄方式区間として本別IC - 浦幌IC間が開通[6]。

## 周辺
- 道の駅ステラ★ほんべつ（旧本別駅）
- 本別公園

## 接続する道路
- 直接接続
  - 北海道道1154号本別インター線

- 間接接続
  - 国道242号
  - 国道274号（国道392号重複）

## 隣
E38 道東自動車道
(11) 池田IC/TB - (12) 本別JCT - (13) 本別IC - 上浦幌PA - (14) 浦幌IC